# Хронологія Александрії
Нижче наведено хронологію історії міста Александрія, Єгипет.

## Грецька доба (331–30 рр. до н. е.)

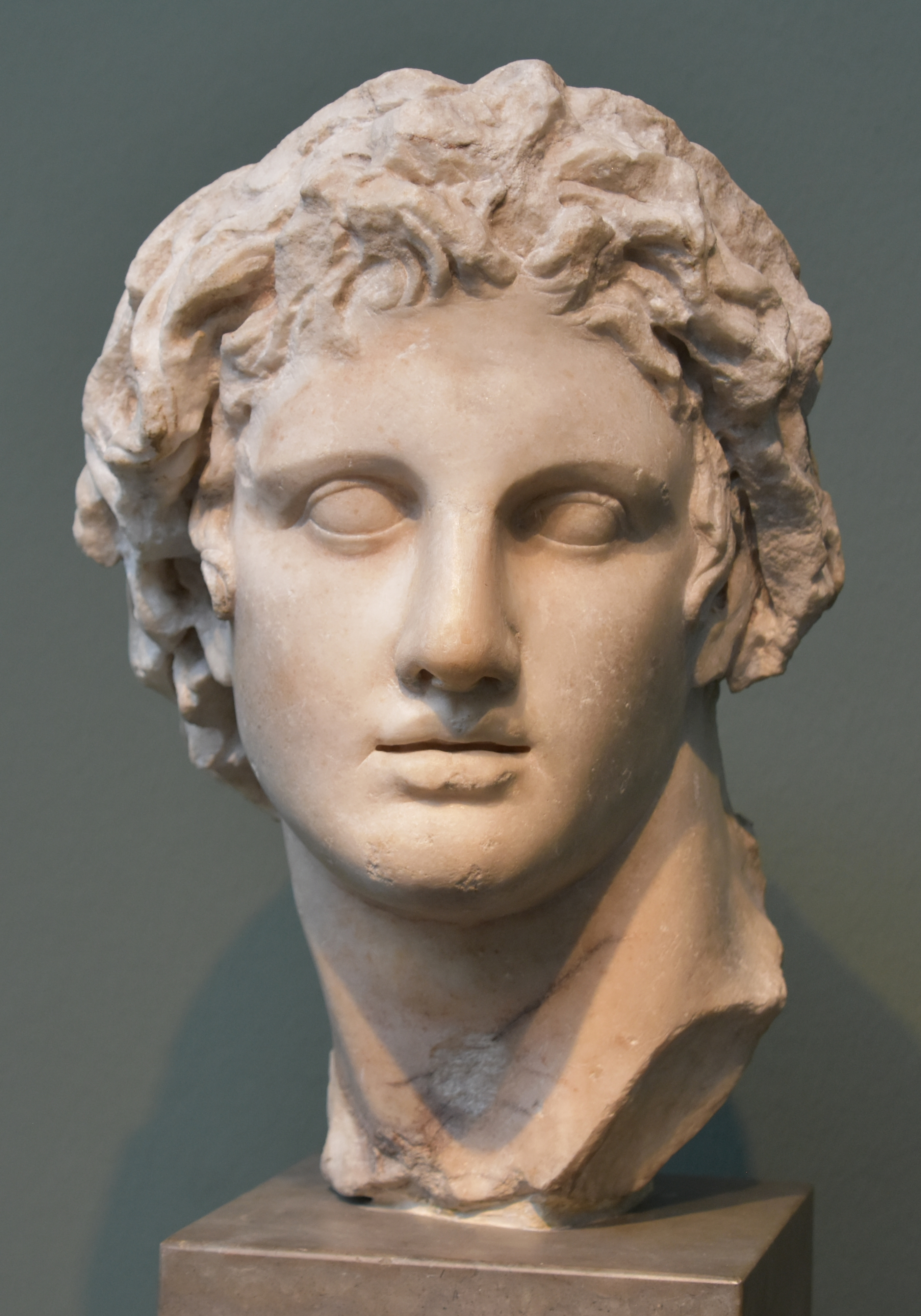
Бюст Александра Македонського в Ny Carlsberg Glyptotek, Копенгаген.

- 331 р. до н. е. – Александр Македонський перейменував Ракотіс в «Александрію» (приблизна дата).
- 330 р. до н. е. – Клеомен з Навкратіса, призначений Александром губернатором Єгипту, починає розвивати маленьке село на Капітолій Єгипту.

### 323–30 до н.е
Столиця Єгипту при династії Птолемеїв
- 323 р. до н. е. – Александр помирає. Птолемей I Сотер призначений «сатрапом» Єгипту.
- 305 р. до н. е. – Птолемей I проголошує себе королем.
- 283 р. до н. е. – Відкриття Александрійської бібліотеки (приблизна дата).
- 247 р. до н. е. – будівництво Александрійського маяка (приблизна дата).
- 170 р. до н. е. – «імператор» Селевкідів Антіох IV Епіфан ненадовго завойовує Єгипет.
- 168 р. до н. е. – перша римська інтервенція. Місто було захоплене на короткий час.
- 1 ст до н. е. – побудований Кесарій.

## 48 р. до н. е.–365 р. н. е.Римляни при владі
- 48 р. до н. е. – Юлій Цезар завойовує Александрію.
- 48 р. до н. е. – Велика королівська бібліотека Александрії була спалена.
- 47 р. до н. е. – облога Александрії.
- 47 до н. е. – перемога Цезаря.
- 44 р. до н. е. – вбивство Юлія Цезаря в Римі.
- 40 р. до н. е. – Клеопатра VII виходить заміж за римського тріумвіра Марка Антонія.
- 31 р. до н. е. – Смерть Антонія і Клеопатри.
- 30 р. до н. е. – битва при Александрії.
- 29 р. до н. е. – Август бере місто. Корнелій Галл - перший префект Єгипту.
- 25 р. до н. е. – Страбон, грецький географ і філософ, відвідує Александрію.
- 19 р. н. е. – Германік резидент у місті.

- 38 р. н. е. – Погром проти євреїв.
- 115 р. н. е. – Місто розграбовано під час єврейського повстання. Можливий геноцид.
- 122 р. н. е. – Адріан відбудовує місто.
- 175 р. н. е. – невдала революція Авідія Кассія.
- 176 р. н. е. – засновано катехитичну школу Александрії (найстаріша така школа у світі). Деякі записи говорять про 190 рік нашої ери.
- 297 р. н. е. – Побудована колона Помпея.
- 365 р. н. е. – Критський землетрус 365 року вплинув на грецький острів Крит з максимальною інтенсивністю Меркаллі XI ( Екстремальний ), що спричинило руйнівне цунамі, яке вплинуло на узбережжя Лівії та Єгипту, особливо Александрію. Багато тисяч було вбито.

## Візантійське панування 390–650
- 391 р. н. е. – Феодосій I наказує знищити язичницькі храми.
- 395 р. н. е. – Римська імперія офіційно розпалася на дві частини. Офіційний початок так званої Візантійської імперії.
- 415 р. н. е. – Лінчування філософа Гіпатії радикальним християнським натовпом. Вигнання євреїв з Александрії в 414 або 415 роках під проводом святого Кирила. Близько 100 000 євреїв вигнано — ще один погром або «Александрійське вигнання». [1] [2]
- 619 р. н. е. – місто обложено; Сасанідські перси при владі.
- 641–642 р. н. е. – облога міста; араби при владі;[3] Столиця Єгипту переноситься з Александрії до Фустата.
- 645 р. н. е. – Візантійці повернулися до влади.
- 646 р. н. е. – араби повертаються до влади після битви при Нікіу.

## Правління мусульман 700–1800
- 680 – Коптський православний собор Святого Марка перебудовано.
- 956 – Землетрус.
- 1303 – Землетрус. [4]
- 1323 – Землетрус. [4] Фароський маяк руйнується.
- 1354 – збудовано синагогу Еліягу Ганаві.
- 1365 – жовтень: Кіпрські війська обложили місто.
- 1381 – засновано Зарадельську синагогу [5]
- 1477 – засновано цитадель Кайтбай.
- 1519 – Османське завоювання.
- 1775 – побудована мечеть Ель-Мурсі Абул Аббас.
- 1798 – французькі війська під командуванням Наполеона Бонапарта облягають і завойовують те, що зараз є просто містом.
- 1800 – Надір міста. Населення: всього 8 тис. [6]

## 19 століття
- 1801 рік
  - 21 березня: битва між французькими та британськими військами.
  - 17 серпня – 2 вересня: місто обложено британськими військами.
  - 2 вересня: Капітуляція перед Британією.
- 1807 рік
  - 7 березня - 25 вересня: місто окуповано британськими військами.
- 1819 – будівництво каналу Махмудія.[7]
- 1821 – Населення: 12 528 чол.[6]
- 1829 – Відкриття верфі та арсеналу.
- 1833 – квітень: Луксорський обеліск відправлено до Парижа.
- 1834 – початок будівництва палацу Рас-ель-Тін.
- 1840 – Населення: 60 000.[6]
- 1847 – Будівництво палацу Рас-ель-Тін.
- 1850 – відновлено синагогу Еліягу Ханаві.
- 1853 – перебудова синагоги Азуз.
- 1856 рік
  - Почала працювати залізниця Каїр-Александрія. [8]
  - Освячений собор Євангелізму.
- 1859 рік
  - Засновано Інститут Єгипту.[9]
  - Європейський театр знову відкривається.[10]
- 1860 – засновано залізничний вокзал Александрія Рамле.
- 1862 – Побудовано театр Зізінія.[10]
- 1861 – бавовняний бум.
- 1863 рік
  - Почали курсувати кінні трамваї.
  - Населення: 170 тис.[6]
- 1865 – запроваджено газове освітлення.[6]
- 1865–1869 – Створено новий порт.
- 1872 – Населення бл. 200 000 (близько 20% іноземців).
- 1873 рік
  - Хвилеріз, збудований у гавані.[8]
  - У Мідані відкрито пам'ятник Мухаммеду Алі.[6]
- 1875 – почала виходити газета «Аль-Ахрам».
- 1877 – одна з голок Клеопатри відправлена до Лондона.
- 1880 – В Александрії розпочато видання Єгипетської газети.
- 1880 – одна з голок Клеопатри відправлена до Нью-Йорка.
- 1880 – відновлено Зарадельську синагогу.
- 1881 – почала виходити газета аль-Танкіт ва аль-Табкіт . [6]
- 1882 рік
  - 11 липня: антиєвропейські заворушення; місто бомбардували британські військово-морські сили. [6]
  - Населення: 232 626 чол. [6]
- 1883 – засновано Александрійську фондову біржу.
- 1887 – побудовано палац Ель-Хаканейя.
- 1892 рік
  - Створено греко-римський музей.
  - побудований палац Саламлек.

## 20 століття
- 1901 – засновано Зелену синагогу.
- 1902 рік
  - Почали працювати електричні трамваї.
  - Засновано коледж Вікторії.
- 1903 – побудовано яхт-клуб Хедивіал. [8]
- 1905 – Споруджено морську стіну. [8]
- 1907 – Населення: 332 246 чол. [8]
- 1910 – утворено грецький футбольний клуб «Александрія».
- 1910 – засновано Сассонську синагогу.
- 1914 – утворено клуб Al Ittihad Alexandria.
- 1917 – Населення с. 460 000 (близько 20% іноземців).
- 1919 – побудований палац принцеси Фатми Аль-Захра.
- 1920 – засновано синагогу Кастро.
- 1920 – засновано синагогу Неза Ізраїль.
- 1921 – відкрито Александрійський оперний театр.
- 1922 – засновано синагогу Шааре Тефіла.
- 1925 – засновано шотландську школу для дівчат.
- 1927 – Населення с. 600 000: 17% іноземців, 33% коптів, євреїв. . .
- 1928 – засновано Коледж Сен-Марк.
- 1929 рік
  - Відкриття Александрійського стадіону.
  - Засновано англійську школу для хлопчиків.
- 1930 – відкрито Александрійський акваріум.
- 1932 – побудовано палац Аль-Харамлік.
- 1934 – збудовано Корніш.[11]
- 1935 – засновано коледж англійських дівчат.
- 1937 – засновано синагогу Еліяу Хазан.
- 1938 – видання The Egyptian Gazette переміщено з Александрії до Каїра.
- 1941 – 19 грудня: Конфлікт між італійськими та британськими військово-морськими силами.
- 1942 – засновано Університет Фарука.
- 1947 – Населення: 919 024;[12] (бл. 11% іноземців).
- 1950 – засновано лікарню Хасаб.
- 1952 – Єгипетський державний переворот.
- 1954 – 26 жовтня: передбачувана спроба вбивства Насера під час виступу в Маншеї.
- 1958 – відкриття Александрійського зоопарку.
- 1960 – Сіддік Абдул-Латіф стає мером.
- 1964 – вересень: відбувся саміт Ліги арабських держав .
- 1965 – Населення ц. 1,5 мільйона.[13]
- 1969 – освячено церкву св. Такли Хайманот.
- 1974 – Населення: 2 259 000.[14]
- 1980 – будівництво шосе Ель-Аламейн- Александрія.[15]
- 1986 рік
  - Мером стає Ісмаїл Ель-Гавсакі.
  - Побудовано порт Дехейла.
  - Урочисте відкриття Королівського ювелірного музею.
- 1990 – засновано Сенгорський університет .
- 1992 – Населення: 3 380 000 (приблизно).[16]
- 1996 – засновано Александрійський технологічний інститут.
- 1997 – Абдель-Салам Ель-Махгуб стає мером.
- 1999 – засновано Шведський інститут Александрія.

## 21 століття
- 2001 – відкриття Александрійського центру мистецтв.
- 2002 рік
  - Урочисте відкриття Александрійської бібліотеки.
  - Місто, назване ЮНЕСКО Всесвітньою столицею книги.
- 2003 рік
  - Відкриття стадіону Harras El-Hedoud.
  - Урочисте відкриття Александрійського національного музею.
- 2006 рік
  - Адель Лабіб стає мером.
  - Січень–лютий: відбувся Кубок африканських націй 2006 року.
  - Населення: 4 110 015 чол.
  - Засновано університет Фарос.
- 2007 рік
  - Відкриття стадіону Борг Ель Араб.
  - Будівництво Сан-Стефано Гранд Плаза.
- 2009 – урочисте відкриття Музею Садата.
- 2010 – Населення: 4 358 439 чол.[17]
- 2011 рік
  - Єгипетська революція
  - 1 січня: бомбардування церкви Святих.
- 2012 – протести проти президента держави Мохамеда Мурсі.
- 2013 – січень: протести проти Мурсі.[18]
- 2017 – Населення: 5 163 750 (міська агломерація).[19]